# Gustave García
Gustave García (* 1. Februar 1837 in Mailand; † 12. Juni 1925 in London) war ein französisch -britischer Opernsänger (Bariton) und Gesangspädagoge.

## Leben
Gustave García stammte aus einer französischen Musikerfamilie spanischen Ursprungs. Er war ein Sohn des bekannten britischen Gesangspädagogen Manuel Patricio Rodríguez García (Manuel García junior) (1805–1906) und der Sopranistin Eugénie Mayer (1818–1880).
1860 gab er am Her Majesty’s Theatre in London sein Debüt  als Don Giovanni. Später trat er in der gleichen Rolle in Mailand auf, wo das Stück seit 32 Jahren nicht gespielt worden war.
Der zweite Teil seiner Karriere begann 1880 mit seiner Berufung zum Professor für Gesang an der Royal Academy of Music, wo er für zehn Jahre arbeitete. Er lehrte ebenso an der Guildhall School of Music von 1883 bis 1910 und seit 1884 an der Royal College of Music bis zu seiner Erkrankung.
Gustave García war der Vater des Bariton Alberto García (1875–1946).

## Schüler
- Martyn Green
- Béatrice La Palme
- Louise Kirkby-Lunn
- Odette de Foras
- Walter Widdop
- Tudor Davies

## Schriften
- The Actor's Art: A Practical Treatise, London: Simpkin Marshall 1888